# Контрабанда (гурт)
Контрабанда.com.ua — український рок-гурт, заснований 2001. Стиль «Контрабанда.com.ua» зазвичай визначають як поп-рок.

## Історія
Група «Контрабанда» була створена в 2001 році. Літом 2005 року підписаний контракт з «Comp Music», Ltd.Emi, внаслідок чого зараз готується до випуску альбом групи. У 2005 році Ольга знайомиться з шведським продюсером. Дан Сандквіст рекомендує Олі співпрацю з Reactiv Music Studio в Стокгольмі.
Там у співавторстві народжується пісня „Get Out». Після повернення в Україну Оля записує, а точніше переписує сингл «Тебе не тримаю». Перша версія пісні була написана давно, Ольгою і Романом. Оля написала куплет, Роман підхопив, приспів був написаний разом. На студії Ольга придумала оригінальний вступ. Перша версія була записана 2001 в Миколаєві. Нову версію пісні записали на студії з Тимофієм Решетько у 
Києві. Альбом був записаний з Костею Костенко та Тимофієм Решетько. Мастерінг: Костя Костенко та Тимофій Решетько.
„Дебютний альбом команди "Контрабанда.com.ua", треба визнати, приємно вражає. Він насичений свіжістю – але ця свіжість, у свою чергу, явно насичена любов’ю до епохи бітників, до музики 60-х – 70-х років минулого століття. І – до тієї контркультури, чий протест заснований на пошуках краси та сенсу. Тут немає заперечення заради заперечення. Тут – чисті прагнення та чесні очі. Бажання знайти в цьому світі щось справжнє – і талант зробити сам процес пошуку витвором мистецтва. Я б назвав цю музику важким блюзом – але не дивуйтеся, коли почуєте в ній напрочуд прозорі тріп-хопові настрої. Здавалося б, обидва ці стилі не назвеш оптимістичними. Умовний мінус. Але, як то часом буває, мінус на мінус дав несподіваний, але такий теплий, близький плюс... Ця музика – як любов до речей, зроблених власноруч, а не конвеєрним методом. В ній – пружність білої глини, терпкуватий присмак лози, блиск нічної води... В ній – гудіння струму в проводах, повільний подих, переплетений з цілунком, і теплий, але свіжий дощ... і – зачаровує, як бачите. Особливо ж зачаровує – голос Ольги Цепкало, це щось невимовно рідне.”
Антон Йожик Лейба, umka.com.ua

## Дискографія
- 2006 - “КОНТРАБАНДА.Com.Ua”
- 2010 - “Пароль: кохаю”
- 2015 - “Dreamer”

## Кліпи
- Would You Drive Me Home
- Озирнись
- Don’t You Waiting
- Буду сильною

## Учасники
- Ольга Цепкало - вокал,
- Роман Бабіч - бас,
- Андрій Криворучко - гітара,
- Віктор Голяк - гітара
- Денис Сидоренко - ударні.

- Дан Сандквіст - продюсер.